# Toyota Stadium (Texas)
Il Toyota Stadium (conosciuto come Pizza Hut Park fino al Gennaio 2012 e FC Dallas Park fino al 2015) è lo stadio del FC Dallas, squadra di calcio professionistica statunitense che gioca nella Major League Soccer. Finito di costruire nel 2005, ha già ospitato le edizioni 2005 e 2006 della MLS Cup.
Si trova a Frisco, cittadina che si trova nelle vicinanze di Dallas, nello stato del Texas. Costruito appositamente per il calcio, può contenere circa 20.000 spettatori. Al suo interno si trovano anche ristoranti e centri commerciali. Nei dintorni dello stadio sono sorti anche alcuni campi di calcio a uso libero, per dare la possibilità a tutti i ragazzi di giocare liberamente.